# Тім Овенс
Тімоті Стівен «Ріппер» Овенс (народився 13 вересня 1967) — американський хеві-метал співак, який зараз виступає з KK's Priest, Spirits of Fire, the Three Tremors і A New Revenge. Спочатку став відомим як вокаліст Judas Priest, а потім Iced Earth. Він взяв псевдонім «Різник» з пісні Judas Priest «The Ripper» під час своєї участі триб’ют-гурті British Steel.
У 2019 році Овенса було оголошено фронтменом гурту KK's Priest, до складу якого також входить колишній учасник Judas Priest Кей Кей Давнінг.

## Раннє життя
Оуенс народився в Акрон, штат Огайо 13 вересня 1967 року. Він закінчив Кенморську середню школу в 1985 році.

## Кар'єра

### Brainicide та Winter's Bane/British Steel
Овенс розпочав свою музичну кар’єру як вокаліст треш-метал-гурту Brainicide, який базувався в його рідному місті Акрон, штат Огайо, також відомий як Dammage, Inc. Він записав з ними 3 демозаписи до того, як гурт розпався в 1989 році. До того, як приєднатися до Judas Priest у 1996 році, Овенс був лідером групи під назвою Winter's Bane, з якою він записав альбом під назвою Heart of a Killer у 1993 році. Але більшої популярності він набув як фронтмен триб’ют-групи Judas Priest British Steel, названої на честь альбому Judas Priest, хоча гурти Winter's Bane і British Steel насправді були одним і тим же. Гурт часто відкривав свої концерти як Winter's Bane, щоб познайомити публіку зі своїм оригінальним матеріалом. Закінчивши свій оригінальний сет, вони потім робили перерву, яка включала зміну гардеробу, щоб краще наслідувати сетинг Judas Priest. Звукорежисер Winter's Bane Кен Реффнер виходив із-за деки на сцену п'ятим учасником. Реффнера можна побачити в ролі К. К. Даунінга з British Steel в епізоді Judas Priest серіалу VH1 Behind the Music .

### Judas Priest

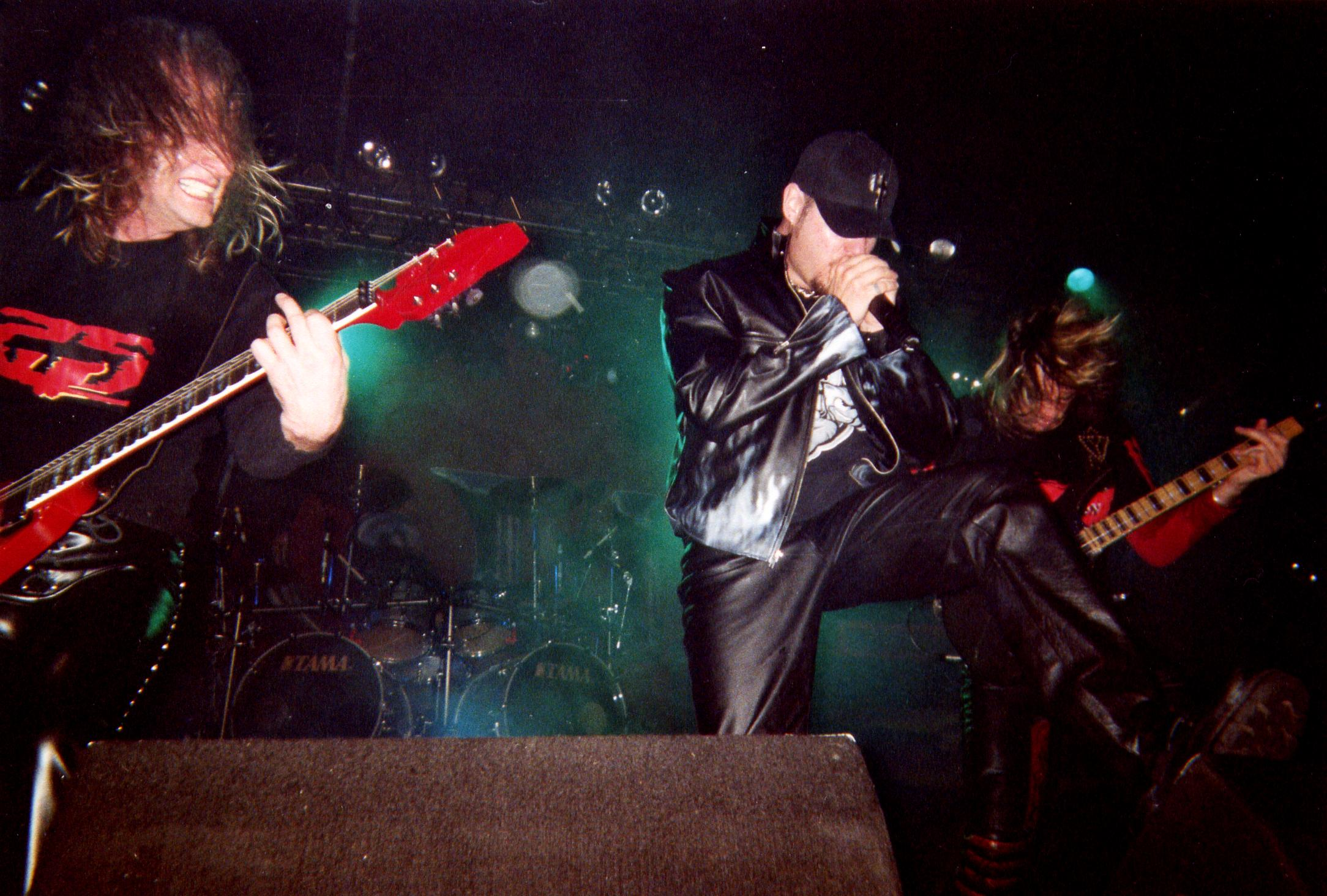
Овенс (у центрі) з Judas Priest у 2002 році

Овенс потрапив у заголовки газет у 1996 році, коли він перетворився з шанувальника англійської хеві-метал- групи Judas Priest на роль їхнього вокаліста, замінивши Роба Гелфорда. Незважаючи на численні чутки про те, що Хелфорд таки возз'єднається з Прістом, Овенс записав два студійних альбоми з героями свого дитинства, а також два концертних альбоми та DVD-випуск 2002 року. Овенс також допоміг написати одну пісню Judas Priest, «What's My Name?», яка була бонус-треком на Demolition. З Judas Priest він був номінований на премію «Греммі» за найкраще металеве виконання в 1999 році з піснею «Bullet Train» з альбому Jugulator, але програв « Better than You» Metallica .

#### Рок-зірка
Фільм «Рок-зірка» (2001) про співака триб’ют-групи, якого просять приєднатися до гурту, якому він намагався наслідувати, був заснований на кар’єрі Овенса. Judas Priest відмовилися від фільму після того, як їм було відмовлено в творчому контролі над розкадровкою та сценарієм. Наприклад, у Rock Star група виганяє свого першого вокаліста під час туру та замінює його через кілька днів; тоді як у реальному житті Роб Гелфорд не був викинутий, а залишив Judas Priest за чотири роки до того, як його замінили. Овенс сказав про фільм: «Вони вигадали щось і вирішили відійти від моєї історії та створити власну, тому що я вважаю, що моя була надто нормальною. Невідомо, що вони туди вклали. Якби я міг подати до суду, я б зробив це».

### Iced Earth і Rising Force Інгві Мальмстіна
У 2003 році Judas Priest возз'єднався з Робом Хелфордом. Овенс скористався можливістю, коли того ж року вокаліст Метт Барлоу покинув Iced Earth. Перший альбом Iced Earth з Овенсом, The Glorious Burden, вийшов на початку 2004 року. Співаючи з Judas Priest, Овенс гастролював з Iced Earth (і Anthrax) у 2001 році, але тур було скорочено. У 2006 році Оуенс також возз'єднався зі своїм колишнім колегою з Winter's Bane Деннісом Хейзом у групі під назвою Beyond Fear. Однойменний дебютний альбом його нового гурту вийшов у травні того ж року. Хейз також приєднався до Iced Earth у 2007 році після того, як басист Джеймс «Бо» Уоллес пішов через проблеми зі здоров'ям сім'ї.
Перебування Овенса в Iced Earth було коротким, оскільки 11 грудня 2007 року гітарист Джон Шаффер оголосив, що Овенс мусить залишити гурт, натомість було запрошено повернутись Метта Барлоу після бурхливих відгуків від шанувальників.
26 лютого 2008 року було оголошено, що Овенс стане новим вокалістом гурту Rising Force Інгві Мальмстіна замість Дугі Вайта. Овенс залишив групу Мальмстіна в 2012 році, сказавши, що існують конфлікти в датах концертів між його сольним гуртом та гастролями Інгві, але він готовий буде працювати з ним в майбутньому.
У травні 2009 року Овенс випустив свій перший сольний альбом «Play My Game». В альбомі взяли участь багато видатних метал-музикантів. У 2010 році відбувся європейський тур у супроводі музикантів Андерса Буааса (гітара), Йона Вегарда Наесса (гітара), Аре Гогстада (бас) і Хенріка «Ріка» Хагана (ударні).

### Charred Walls of the Damned, HAIL! і Dio Disciples

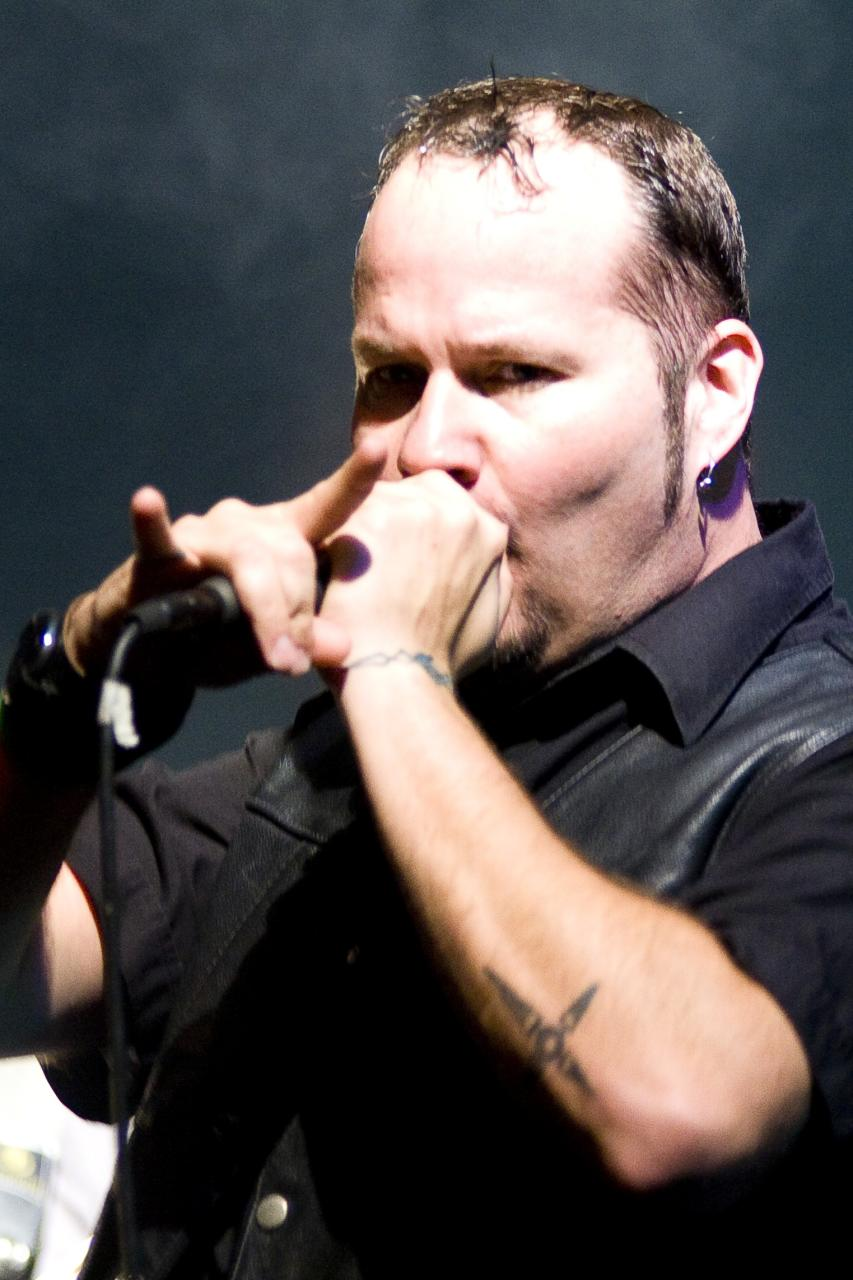
Овенс у 2009 році

Овенс стає лідером нового проекту під назвою Charred Walls of the Damned, гурту, заснованого в 2009 році Річардом Крісті, радіоведучим The Howard Stern Show і колишнім барабанщиком Iced Earth і Death. Значення назви гурту було розтлумачено 20 травня 2009 року. Воно походить від серії жартівливих дзвінків Крісті на християнську радіостанцію. У відповідь на витівки, ведучий розповів, як він молиться за них, таким чином «рятуючи їхні душі, щоб вони були врятовані Божою благодаттю... а не в диявольському пеклі, де ти будеш вбивати свої цвяхи в обвуглені стіни проклятий". До складу гурту входять Крісті на барабанах і Овенс на вокалі, а також Стів Ді Джорджіо (бас-гітара) і Джейсон Суекоф (соло-гітара). Дебютний однойменний альбом гурту вийшов 2 лютого 2010 року на лейблі Metal Blade Records.
Овенс також бере участь у кавер-групі HAIL! з таким складом (не є постійним): Овенс, Андреас Кіссер, Пол Бостаф, Девід Еллефсон, Майк Портной, Джиммі ДеГрассо та Рой Майорга. Овенс, ДеГрассо, Еллефсон і Кіссер сформували гурт наприкінці 2008 року. Вони гастролювали по Європі в 2009 році, червні 2010 року, і зібралися разом, щоб виступити на бенефісі басиста Deftones Чі Ченга в 2010 році. Тоді гурт складався з Овенса, Портного, Марка Ентоні з Letter Black, Філа Деммела з Machine Head та Еллефсона. HAIL! грають другий європейський тур з Андреасом Кіссером, Овенсом, Полом Бостафом і Джеймсом Ломензо.  У зв’язку зі смертю басиста Пола Грея, який мав грати у колективі, Ломенцо погодився прилетіти до Португалії на фестиваль «Рок у Ріо» 30 травня 2010 року.
На початку 2011 року Овенс також приєднався до Dio Disciples, до складу якої входять колишні учасники Dio.

### KK's Priest
У 2019 році колишній гітарист гурту Judas Priest Кей Кей Давнінг створив новий гурт KK's Priest та запросив Тіма, який певний час був на вокалі у Прістів. Таким чином було створено нібито "альтернативний Джудас Пріст", який також продовжує стиль і справу оригінального (і досі активного як у плані гастролів так і запису нових альбомів) Judas Priest виконуючи як старі пісні, так і створюючи нові. 
До складу гурту входять:
- Кей Кей Давнінг – гітара
- Тім "Ріпер" Овенс – вокал
- А.Дж. Мілз – гітара, бек-вокал
- Тоні Ньютон – бас-гітара, бек-вокал
- Сі Іґл – барабани

Колишні учасники:
- Лес Бінкз – барабани (2019–2021; ситуативна сесійна участь на концертах по нині)
- Девід Елефсон – бас-гітара, бек-вокал (2019)

У 2021 році гурт випустив дебютний альбом Sermons of the Sinner а в 2023 KK's Priest порадували шанувальників другою платівкою The Sinner Rides Again.

### Інші проєкти
Інші музичні проекти Овенса включають Project Rock з Кері Келлі, Руді Сарзо, Джеймсом Коттаком і Тедді Зіг Загом.
Овенс володів «Ripper's Rock House», спортивним закладом харчування, рестораном і розважальним закладом в Акроні, штат Огайо.  У серпні 2015 року він орендував бар Bar Rescue і перетворив на «Таверну мандрівника Тіма Овенса». Проте у вересні 2016 року заклад остаточно закрився 
Він також був власником «Ripper Owens Tap House», попередника «Ripper's Rock House», в районі Firestone Park в Акрон.
У 2015 році Овенс записав музику для вигаданої групи Witches' Lips для хеві-метал-фільму жахів Hairmetal Shotgun Zombie Massacre: The Movie. Він записав і написав тексти пісень разом із гітаристом Марзі Монтазері з Philip H. Anselmo and The Illegals.
Тед Кіркпатрік, барабанщик і автор пісень християнського метал-гурту Tourniquet, оголосив 25 липня 2018 року, що Овенс виконуватиме головну вокальну партію на всіх піснях (окрім заголовної пісні «Gazing at Medusa») на їхньому наступному альбомі. Альбом Gazing at Medusa вийшов 16 жовтня 2018 року.
Наприкінці 1990-х і на початку 2000-х років Овенс був частиною триб’ют-гурту у стилі гранж під назвою Seattle, яка грала кавер-версії Nirvana, Soundgarden, Alice in Chains, Pearl Jam та інших гранж-гуртів того часу.
У грудні 2022 року Овенс випустив сольний альбом під назвою «Ripper» під назвою Return to Death Row.

## Дискографія

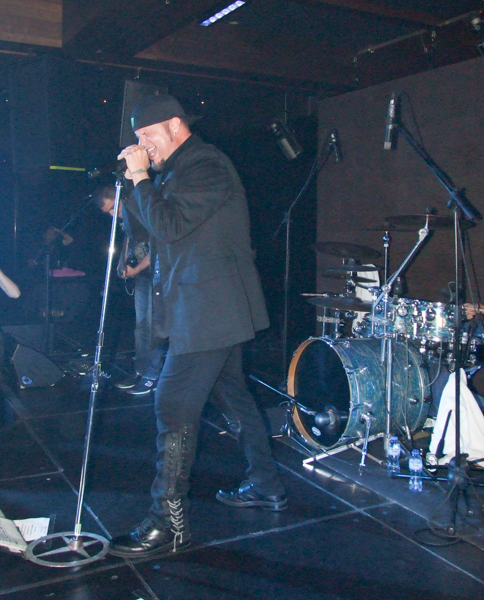
Овенс виступає у 2016 році

### З Brainicide
- (Компіляція) Heavy Artillery k7 (1990) (Пісня: "Payment in Blood")
- Brutal Mentality K7 Demo (1990)

### З Winter's Bane
- Heart of a Killer (1993)

### ЗJudas Priest
- Jugulator (1997)
- Demolition (2001)

Живі альбоми
- '98 Live Meltdown (1998)
- Live in London (2003)

### ЗIced Earth
- The Glorious Burden (2004)
- Framing Armageddon (Something Wicked Part 1) (2007)

### З Beyond Fear
- Beyond Fear (2006)

### З Інгві Мальмстіном Rising Force
- Perpetual Flame (2008)
- Relentless (2010)

### Сольні
- Play My Game (2009)
- Return to Death Row (EP) (2022)

### З Charred Walls of the Damned
- Charred Walls of the Damned (2010)
- Cold Winds on Timeless Days (2011)
- Creatures Watching Over the Dead (2016)

### З Three Tremors
- The Three Tremors (2019)
- Guardians of the Void (2021)

### З Spirits of Fire
- Spirits of Fire (2019)

### З A New Revenge
- Enemies & Lovers (2019)

### З Leviathan Project
- Sound of Galaxies (2021)
- MCMLXXXII (2024)

### Зі KK's Priest
- Sermons of the Sinner (2021)
- The Sinner Rides Again (2023)

### Триб'ют альбоми
- Kickstart My Heart : A Tribute to Mötley Crüe (пісня: "Louder than Hell", лише бек-вокал)
- One Way Street: A Tribute to Aerosmith (пісня: "Round and Round")
- Майкл Шенкер - Heavy Hitters (вокал у "War Pigs " гурту Black Sabbath )
- Numbers from the Beast : An All Star Salute to Iron Maiden (пісня: "Flight of Icarus")
- Bat Head Soup: A Tribute to Оззі (пісня: "Mr. Crowley")
- Butchering the Beatles: A Headbashing Tribute (пісня: "Hey Jude")
- Hell Bent Forever : A Tribute to Judas Priest (пісня: "Exciter")
- Sin-Atra (пісня: "Witchcraft")
- Ронні Джеймс Діо – This Is Your Life (японська версія) (пісня: "Stand Up and Shout (Live)")
- Immortal Randy Rhoads – The Ultimate Tribute Album (2015) (8 з 11 пісень) [19]
- The Doom in Us All - A Tribute to Black Sabbath (пісня: "Children of the Grave")

### Інші виступи
- Spawn - Round 2 (виробництво, 1998)
- Soulbender - Демо (2008)
- Screamking - The Indomitable Spirit / Trail of Death (Platinum Dungeon LLC 2021)
- Ellefson, Bittner, Grigsby & Owens - Leave It Alone (меморіальний трек для Dimebag Darrell, реліз iTunes ) (2008)
- Roadrunner United — The Concert (DVD, live, 2008) — вокал у «Curse of the Pharaohs» від Mercyful Fate, «Abigail» від King Diamond та «Allison Hell» від Annihilator
- We Wish You a Metal Xmas and a Headbanging New Year - vocals on "Santa Claus Is Back in Town" Елвіса Преслі
- Avantasia - The Wicked Symphony (2010)
- The Claymore - Damnation Reigns (2010) - вокал у "Behind Enemy Lines"
- Memorain - Evolution (2011)
- Ralf Scheepers - Scheepers (2011) - вокал у "Remission of Sin"
- Desdemon - Through the Gates (2011) - вокал у "The Burning Martyr"
- Infinita Symphonia - A Mind's Chronicle (2011)
- Wolfpakk - Wolfpakk (2011) - вокал на "Wolfony"
- Absolute Power - Absolute Power (2011)
- SoulSpell - Hollow's Gathering (2012)
- T&N - Slave to the Empire (2012) - вокал у "Kiss of Death"
- Maegi - Skies Fall (2013)
- Маріус Даніельсен - The Legend of Valley Doom Part 1 (2014)
- SoulSpell - We Got the Right (Helloween 30 Years Tribute) (2015)
- Carthagods - Carthagods (2015) - вокал у "My Favorite Disguise"
- Operation: Mindcrime - Resurrection (2015) - вокал у "Taking on the World"
- Trick or Treat - Rabbits' Hill Pt. 2 - вокал у "They Must Die"
- Europica - Part One (2017) - вокал у "The Patriot" та "Unsounded Crosses"
- Metal Allegiance - Metal Allegiance (2016) - співпровідний вокал у "We Rock"
- Trigger Pig - Sands of Time (сингл, 2017) - вокал
- Джано Багумян - "The End of Prance" (альбом симфонічної поеми, 2018) - головний вокал
- Tourniquet - Gazing at Medusa (альбом, 2018) - головний вокал у всіх композиціях, крім заголовної
- Thousand Oxen Fury - Victory March (2020) - запрошений вокал у "Sink This Ship, Save My Soul"
- Tourniquet - Gethsemane, (сингл, 2020)
- Alogia (гурт) - Semendria (2020) - запрошений вокал на "Eternal Fight"
- Баррі Кузай - The Movers of the World (2021) - головний вокал у "Wyatt's Torch"
- Offensive - Awenasa (2021) - головний вокал у "Blind Ambition"
- Leviathan Project - Sound of Galaxies (2021)
- Engineered Society Project - Digital Soldiers (2021)
- My Own Maker - The Save Word (2021)
- Renegade Angel - Damnation (2021) головний і бек-вокал у "Damnation"
- Pyramid - Validity (2021)
- Nergard - Eternal White (2021) - запрошений вокал у "Now Barely Three"
- Ashes of Ares - Emperors And Fools (2022) - запрошений вокал у "Monster's Lament"
- Brutality in Buddha - Crank it up from 9 to 11 (2021) – вокал співають Тед Рей і Тім Ріппер Оуенс
- Thunder Thunder - The Final Vesper (2023)
- Steel Project - Beast Vision (сингл, 2023)
- Esprit D'Air - The Trooper (сингл, 2023) - дуетний вокал співають Esprit D'Air і Тім «Ріппер» Оуенс

## Зовнішні посилання
- Owens interviewed by Highwire Daze (2006)
- "A Metal-Head Becomes A Metal-God. Heavy" – New York Times article on Owens